# 平須町
平須町（ひらすちょう）は、茨城県水戸市の町名。

## 地理
水戸市の南部に位置する。県道50号沿いにはロードサイド店舗が立ち並んでいる。県道から少し入った場所は主に住宅地が並んでいる。

### 河川・橋梁
- 赤穂川
  - 道向橋

## 小字
町内に次の29の小字がある。
- 表原
- 南山
- 原山
- 東
- 新谷山
- 赤穂
- 山中
- 神宮寺
- 丸山
- 道向
- 西谷津
- 田向井
- 向井原
- 向井
- 泉上水源
- 新田谷津
- 原
- 池ノ上
- 泉上
- 新田
- 新田原
- 尾猿塚
- 東皿久保
- 池ノ淵
- 北皿久保
- 新田溜池
- 新山
- 西皿久保
- 新分附

## 歴史
- 1889年（明治22年）4月1日 - 町村制施行により、見川村・見和村・小吹村・千波村・笠原新田・平須村が合併し東茨城郡緑岡村が発足。緑岡村平須となる。
- 1952年（昭和27年）4月1日 - 上大野村の一部（細谷の一部）とともに水戸市に編入され、水戸市平須町となる。

## 世帯数と人口
2022年（令和4年）1月1日現在の人口は以下の通りである。なお、世帯数は平成27年の国勢調査基準のものである。
| 町丁   | 世帯数   | 人口     |
| ------ | -------- | -------- |
| 平須町 | 4416世帯 | 10,111人 |

## 小・中学校の学区
市立小・中学校に通う場合、学区は以下の通りとなる。
| 番地 | 小学校           | 中学校             |
| ---- | ---------------- | ------------------ |
| 全域 | 水戸市立寿小学校 | 水戸市立笠原中学校 |

## 交通
道路
- 茨城県道50号水戸神栖線（旧　国道6号）

鉄道
- 当町内に鉄道は走っていない。最寄りはJR常磐線水戸駅となる。

バス
- 一般路線バス
- 太字は平須町にあるバス停留所

| 系統 | 主要経由地 | 行先                           | 運行会社  |
| ---- | --- | ------------------------------ | --------- |
|      | 石岡駅・堅倉・奥ノ谷・東原・前田入口・松ヶ丘・平須・平須団地入口・平須消防署前・千波・大工町・水戸駅                           | 石岡駅・水戸駅                 | ■関東鉄道 |
|      | 鉾田駅・海老沢・奥ノ谷・東原・前田入口・松ヶ丘・平須・平須団地入口・平須消防署前・千波・大工町・水戸駅                         | 鉾田駅・水戸駅                 | ■関東鉄道 |
|      | 鉾田駅・大和田・奥ノ谷・東原・前田入口・松ヶ丘・平須・平須団地入口・平須消防署前・千波・大工町・水戸駅                         | 鉾田駅・水戸駅                 | ■関東鉄道 |
|      | 茨城空港・上吉影・奥ノ谷・東原・前田入口・松ヶ丘・平須・平須団地入口・平須消防署前・千波・大工町・水戸駅                       | 茨城空港・水戸駅               | ■関東鉄道 |
|      | 茨城町役場・奥ノ谷・東原・前田入口・松ヶ丘・平須・平須団地入口・平須消防署前・千波・大工町・水戸駅                             | 茨城町役場・水戸駅             | ■関東鉄道 |
|      | 県自動車学校・平須東・平須・平須団地入口・平須消防署前・千波・大工町・水戸駅                                                   | 県自動車学校・運転免許センター | ■関東鉄道 |
|      | 水戸医療センター・田向井・向井・平須新田・寿小学校前・平須団地前・ことぶき町・平須団地入口・平須消防署前・千波・大工町・水戸駅 | 水戸医療センター・水戸駅       | ■関東鉄道 |
|      | 水戸医療センター・平須西・寿小学校入口・平須中央・平須神社・平須・平須団地入口・平須消防署前・みなみ団地入口・水戸駅南口       | 水戸医療センター・水戸駅南口   | ■関東鉄道 |

## 施設

### 商業施設
- 山新平須店
- ウエルシア水戸平須店
- ディスカウントストアヒーロー水戸店

### 教育
小学校
- 水戸市立寿小学校

幼稚園
- 水戸市立寿幼稚園